# Đani Maršan
Đani Maršan (ur. 23 czerwca 1944 w Zadarze) – jugosłowiański i chorwacki muzyk, konsul generalny Republiki Chorwacji w Perth (2006) i w Mediolanie.

## Życiorys
Po ukończeniu liceum w Zadarze pracował przez dwa lata jako oficer w marynarce handlowej. W 1969 roku ukończył studia w Zagrzebiu.
W 2006 roku pełnił funkcję konsula generalnego Republiki Chorwacji w Perth.
Oprócz języka chorwackiego deklaruje także znajomość albańskiego, angielskiego, niemieckiego, rosyjskiego i włoskiego.

### Kariera muzyczna
Na jego dyskografię składa się 30 minialbumów, 10 albumów oraz ponad 80 utworów. Koncertował m.in. w Australii, Niemczech (także w NRD), Nowej Zelandii, Stanach Zjednoczonych i Związku Radzieckim.
Uczestniczył w preselekcjach do Konkursu Piosenki Eurowizji w latach 1975 i 1994.

## Odznaczenia[2]
- Komandor Orderu Świętego Grzegorza Wielkiego
- Order Chorwackiej Jutrzenki